# Claire de Oliveira
Claire de Oliveira (* 21. Mai 1961) ist eine französische Übersetzerin und Literaturwissenschaftlerin. Sie ist die Vorsitzende der Jury des Nerval-Goethe-Preises und seit 2017 Mitglied der Deutschen Akademie für Sprache und Dichtung.

## Leben und Wirken
Nach dem Besuch des Gymnasiums Henri IV (Paris) und dem Studium der Germanistik an der Universität von Paris (Sorbonne) promovierte Claire de Oliveira mit der Arbeit "L'impossibilité d'un autrement. La poésie des Allemands de Roumanie entre hétéronomie et dissidence" (1944–1990) (Doktorvater: Jean-Marie Valentin) (veröffentlicht 1995 bei Peter Lang).  Als akademische Direktorin (maître de conférences) an der Sorbonne unterrichtet sie deutschsprachige moderne Lyrik, Übersetzung und Übersetzungswissenschaft. Im Mittelpunkt ihrer Forschungen stehen interkulturelle Analysen deutschsprachiger Literatur,  sowie übersetzungstheoretische Studien. Nach einem Praktikum im Straelener Übersetzerkollegium (Elmar Tophoven) hat sie über 30 Bücher übersetzt. Unter den Autoren sind vor allem Joseph Roth, Herta Müller, Elfriede Jelinek, Elias Canetti, Stefan Zweig, Birgit Vanderbeke, Kathrin Schmidt, Botho Strauss, Thomas Mann und Franz Kafka. Außerdem hat sie rumänische Dichter übersetzt.  Sie bildet zudem Übersetzer und Übersetzerinnen am Centre Européen de Traduction Littéraire (Brüssel) und am Centre de Traduction Littéraire de l'Université de Lausanne (Schweiz) aus. Sie hat auch die Kandidaten der Agrégation an der École Normale Supérieure in Paris unterrichtet.  Sie ist Trägerin des André-Gide-Preises (1998) für deutsch-französische Übersetzungen (Deutsche Verlagsanstalt) sowie des Gérard de Nerval-Preises für literarische Übersetzungen (Société des Gens de Lettres).
Das Österreichische Bundesministerium für Unterricht, Kunst und Kultur hat ihr zweimal den Übersetzungspreis für die Übersetzung der Essays von Joseph Roth und von Elfriede Jelineks Gier zuerkannt.  Sie erhielt 2017 den Preis der “Académie française” für ihre Neuübersetzung des Zauberberg. Diese erste kritische französische Ausgabe des modernen Klassikers, an der sie 5 Jahre gearbeitet hat, schlägt neue interpretatorische Wege ein.  Ein weiteres großes Übersetzungsvorhaben ist Neuübersetzung der Tagebücher von Franz Kafka für die Sammlung La Pléiade bei Gallimard. Seit 2016 ist sie Mitglied der Deutschen Akademie für Sprache und Dichtung.

## Mitgliedschaften und Leitung
- Vorsitzende der Jury des Nerval-Goethe-Preises für Literaturübersetzung (2017)[1]
- Mitglied der Deutschen Akademie für Sprache und Dichtung (2016)[2]
- Mitglied der Jury des Nerval-Preises für Literaturübersetzung (2005–2016)
- Mitglied des Centre de Recherches Interdisciplinaires d’Etudes Centre-Européennes (Sorbonne, seit 2001)
- Lektorin für deutschsprachige und rumänische Literatur beim  Seuil-Verlag (1987–2012)
- Mitglied des Centre d’Etudes et de Recherche en Traductologie de l’Artois (ab 2000)
- Mitglied des Centre de Recherches sur les Cultures et les Intertextualités (ab 1993)
- Wissenschaftlicher Beirat der Zeitschrift SEPTET (Société d’Etudes des Pratiques et Théories en Traduction, Strasbourg II)
- Mitglied der Kommission im fr. Kultusministerium, zuständig für die Vergabe von Übersetzungshilfen (Centre National du Livre)
- Leiterin von Workshops für Literaturübersetzung im Centre Européen de Traduction Littéraire (Bruxelles) und im Centre de Traduction Littéraire de l'Université de Lausanne (Suisse) und im  Literarischen Colloquium Berlin (« Stilerkundungen », Leitung Susanne Lange, 2018).

## Auszeichnungen
- 2024: Eugen-Helmlé-Übersetzerpreis[3]
- 2020: Preis der Académie d’Alsace für die Übersetzung des Zauberberg von Thomas Mann
- 2017: Preis der “Académie française” für die Übersetzung des Zauberberg[4]
- 2016: Mitglied der Deutschen Akademie für Sprache und Dichtung[5]
- 2008: Übersetzungsprämie des Österreichischen Bundesministeriums für Unterricht, Kunst und Kultur
- 2007: Übersetzungsprämie des Österreichischen Bundesministeriums für Unterricht, Kunst und Kultur
- 2004: Gérard de Nerval-Preis für literarische Übersetzungen (Société des Gens de Lettres)
- 1998: André-Gide-Preis für deutsch-französische Übersetzungen (Deutsche Verlagsanstalt)
- 1996: Straßburg Preis (Doktorarbeit Rumäniendeutsche Dichtung 1944–1990, Peter Lang, Bern, Paris, New York, 1995)
- 1977: Straßburg Preis (Essay über Goethes Balladen)

## Veröffentlichungen

### Eigene Bücher
- La Poésie allemande de Roumanie – Entre hétéronomie et dissidence (1944–1990), Peter Lang, Collection "Contacts" dirigée par J.M. Valentin, Berne, Paris, New York, 1995 (Prix Strasbourg 1996), ISBN 978-3-906754-17-8.
- Rose Ausländer – De la Bucovine à l'après-Shoah, Études réunies par Claire de Oliveira et Jean-Marie Valentin, Etudes Germaniques, 22, Avril–juin 2003

### Übersetzungen aus dem Deutschen
- Brigitte Kronauer: Rita Münster. Flammarion 1986.
- Andreas Beyer: Le Théâtre Olympique. architecture du triomphe d'une société humaniste, Adam Biro 1989.
- Friedrich Piel, Albrecht Dürer (Adam Biro, 1990)
- Chroniques berlinoises – Inédits de Tucholsky, Döblin, H. Mann et Sternheim (Le  Livre de Poche, 1991)
- Undine Gruenter,  Aveugle la nuit  (Seuil, 1992)
- Birgit Vanderbeke, Le dîner de moules  (Stock, 1995)
- Herta Müller, Le renard était déjà le chasseur  (Seuil, 1996)
- Birgit Vanderbeke, Apocalypse non   (Stock, 1996)
- Daniel Wissmann, Le dirigeable de Dillinger  (Seuil, 1997)
- Werner Spies, Max Ernst – Loplop  (Gallimard, 1997)
- Werner Spies, Sculptures, maisons, paysages  (DuMont/Centre Pompidou, 1998) – Birgit Vanderbeke, Je veux mon meurtre  (Stock, 1998)
- Werner Spies, Modes d'emploi  (Gallimard, 1998)
- Herta  Müller, La Convocation (Métailié, 2000)
- Kathrin Schmidt, L’expédition Gunnar Lennefsen (Gallimard, 2001)
- Elfriede Jelinek, Avidité (Seuil, 2002)
- Botho Strauss, Au dieu des bagatelles (Christian Bourgois, 2003)
- Joseph Roth, La filiale de l’enfer (Seuil, 2005)
- Ingeborg Bachmann, Malina (Seuil, 2007, avec Ph. Jaccottet)
- Elias et Veza Canetti, Lettres à Georges (Albin Michel, 2008)
- Herta Müller, La Bascule du souffle (Gallimard, 2010)
- Stefan Zweig, Oeuvres complètes (Gallimard, La Pléiade, 2013, en collaboration)
- Herta Müller, Animal du cœur (Gallimard, 2012)
- Elfriede Jelinek, À l'écart (Flammarion, 2013)
- Rose Ausländer, De ta voix l'ombre – Poèmes posthumes (Trésor Poétique, Les Souffleurs, 2013)
- Thomas Mann, La Montagne magique (Fayard, 2016)
- Johann Lippet, Rolf Bossert, Werner Söllner, Horst Samson, Poèmes souabes du Banat - Un Danube poétique, La revue de belles-lettres, Lausanne, 2016, II.
- Herta Müller, Tous les chats sautent à leur façon (Essais) (Gallimard, 2018)
- Sasha M. Salzmann, Hors de soi (Grasset, 2018)
- Herta Müller, Essais choisis (Le roi s’incline et tue) (Gallimard, 2018)
- Benjamin Quaderer, Les Alpes pour toujours (Seuil, 2020)
- Franz Kafka, Journaux (Gallimard, La Pléiade, à paraître en 2021)

### Übersetzungen aus dem Rumänischen
- Geo Bogza, Réhabilitation du rêve; Gheorghe Dinu, Evolutions; Ion Vinea, Modernisme et tradition; Miron Radu Paraschivescu, La Transfiguration du Mot (Paris, Surréalisme et Avant-Garde roumaine, Maurice Nadeau Les  Lettres Nouvelles, 1996)
- Gib Mihaescu, Nouvelles  (Toulouse, Editions Alcor, 1993)
- Littérature roumaine d'aujourd'hui (Ana Blandiana, Mircea Cartarescu, Ion Grosan, Matei Viscniec, Dumitru Radu Popescu), Paris, Missives, 3/1994.
- Gheorghe Cràciun, Souvenirs de l'enfance des mots (Paris, Missives, janvier 1995)
- Magda Carneci, Psaumes. Poèmes (Québec, Écrits des Forges, 1997)

### Artikel (Auswahl)
- Neue Wege der modernen rumäniendeutschen Dichtung, Halbasien – Zeitschrift für deutsche Literatur und Kultur Südosteuropas, Ed. Dieter Kessler (Munich, I, cahier 2, 12/1991)
- Médiation et culture minoritaire : les traducteurs allemands de Roumanie au XXe siècle in Europe et traduction, Collection Traductologie dirigée par Michel Ballard et Lieven d’Hulst, Artois Presses Université, Les Presses de l’Université d’Ottawa, 1998, pp. 237–247.
- La référence à l’antiquité gréco-latine dans l’œuvre de ROSE AUSLÄNDER in Recherches sur le monde germanique, Paris, Presses de l’Université de Paris-Sorbonne, 2004.
- Images de la féminité dans l’œuvre de Rose Ausländer in Rose Ausländer - De la Bucovine à l’après-Shoah, Etudes réunies par C. de Oliveira et J. M. Valentin, Etudes Germaniques 58 (2003), 2.
- Perspectives intertextuelles de l’Elégie transylvaine d’Adolf Meschendörfer in Le mythe des confins (Cultures d’Europe Centrale n° 4), Paris, Centre Interdisciplinaire de Recherches Centre-Européennes, 2004.
- La vision transcarpathique : études interculturelles in Etudes Germaniques 59 (2004), 2.
- Autre est le chant des fontaines... Intégration et transformation de l'altérité dans l'Élégie transylvaine d'Adolf Meschendörfer, in Etudes Germaniques (2010), 1.
- Ein enzyklopädisches Werk... – Neue Fundstücke zum Zauberberg anlässlich der ersten kritischen Ausgabe in französischer Sprache, Thomas-Mann-Jahrbuch Bd. 29, Klostermann, 2016
- Canonique, le canon ? , in Présences du traducteur,  collection « Translatio », Classiques Garnier, 2020.

### Zu Claire de Oliveiras Werk
- Zur Neuübersetzung des Zauberberg von Thomas Mann: «Voilà un roman capital de la littérature allemande, auquel Claire De Oliveira, en le traduisant à nouveau, a donné les habits neufs qui permettront de redécouvrir cet immense chef-d'oeuvre». (Dominique Fernandez, de l'Académie Française)
- « Un nouveau souffle pour la Montagne magique » (Marie Darrieussecq)[6]
- « Il aura donc fallu plus de soixante-dix ans, le temps d’une existence, pour que l’un des vaisseaux amiraux de la littérature au XXe siècle soit retraduit en français. (…) La nouvelle traduction, par Claire de Oliveira, modernise le texte sans complaisance ni anachronisme, rectifiant de nombreuses imprécisions.(…) Les édulcorations sont évacuées et les jeux de mots rétablis, qui procurent à la prose mannienne toute sa saveur et toute sa légèreté, voire son humour – chose inaperçue dans la première version – » (Nicolas Weill, Le Monde, 11. Februar 2016)[7]